# Statius von Münchhausen
Statius (Statz) von Münchhausen (* 5. Juni 1555 in Stolzenau; † 27. März 1633 in Bevern bei Holzminden) war ein Adliger aus der schwarzen Linie derer von Münchhausen, der als Unternehmer Geschäfte mit Landgütern, Eisenbergbau und -verhüttung sowie Krediten betrieb und seine Gewinne in zahlreiche Schloss- und Kirchenbauten investierte. Er gilt als einer der bedeutendsten Bauherren der Weserrenaissance.

## Leben

### Kindheit und Jugend
Statius von Münchhausen wurde als dritter Sohn des zu großem Reichtum gekommenen Söldnerführers Hilmar von Münchhausen (1512–1573) und der Lucia von Reden (1512–1584) geboren. Seine Kindheit und Jugend verbrachte er zunächst auf dem Amtsschloss in Stolzenau, wo sein Vater von 1547 bis 1562 das Drostenamt innehatte, dann auf der Domänenburg Aerzen, wo der Vater ab 1557 erneut Pfandbesitzer war. Mit 10 Jahren kam er an den fürstbischöflichen Hof in Osnabrück zur Ausbildung.

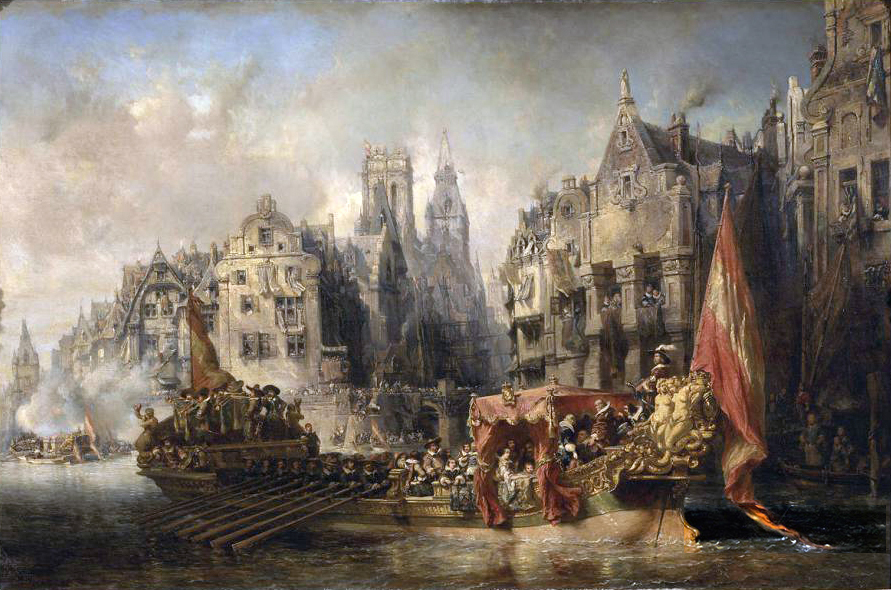
Ankunft des Herzogs von Alba in Rotterdam 1567

Als 12-jährigen nahm ihn der Vater, der als Obrist in spanischen Diensten stand, 1567 mit in die Niederlande zur feierlichen Ankunft des Herzogs von Alba als neuer Statthalter Philipps II. Dort musste Hilmar seinen Sohn in Albas Obhut belassen, offiziell zur Ausbildung, tatsächlich aber auch als Geisel für weiteres Wohlverhalten des Söldnerführers – denn dieser sympathisierte mit den Geusen und ihrem nach Deutschland geflohenen Rebellenführer Wilhelm von Oranien, dem er auch heimlich 40.000 Taler für einen (zunächst erfolglosen) Feldzug gegen Alba lieh. Erst drei Jahre später konnte er seinen Sohn wieder abholen. In der Zwischenzeit erlebte Statius das Wüten von Albas Blutrat und dürfte auch Zeuge der öffentlichen Hinrichtung Egmonds am 5. Juni 1568 auf dem Großen Markt in Brüssel geworden sein, zumal sein Vater 1558 in der Schlacht bei Gravelines mit Egmond gemeinsam über die Franzosen gesiegt hatte.
Er kam dann bis zum 21. Lebensjahr zur Ausbildung an den Hof in Celle, wo sein Onkel von Reden Statthalter Wilhelms des Jüngeren war. Es folgte die übliche Grand Tour in die Niederlande und nach Frankreich, einschließlich Teilnahme an kleineren Feldzügen.

### Handel mit Gütern
Nach dem Tod des Vaters 1573 losten die Söhne um das Erbe und Statius zog Wendlinghausen, tauschte es jedoch mit seinem Bruder Hans, der es unbedingt haben wollte, und erhielt dafür einen Stadthof in Hildesheim sowie zwei Bauernhöfe, ein paar Ländereien vor Hameln, diverse Zehnte und Pfänder im Lüneburgischen sowie 6000 Taler Bargeld; ein Schloss war nicht dabei. Um sein verstreutes Erbe besser anzulegen, begann er mit dem Verkauf und Ankauf von Ländereien in Form von Lehns- oder Pfandbesitzen und Drosteien. Er besaß zeitweilig umfangreiche Pfandschaften an Elbe und Weser, die er sukzessive in Erblehen umzuwandeln wusste. Hinzu kamen Besitzungen im Harzvorland und im Ostharz um Elbingerode, wo Statius als Montanunternehmer auftrat. Im Gegensatz zu seinem Vater, der als Kriegsunternehmer zu Reichtum gekommen war, verlegte sich Statius neben seinen Amts- und Industrieeinkünften auch auf den Getreidehandel und Kreditgeschäfte.
Kurz nacheinander kaufte er ab 1578 die Ämter Friedland und Grohnde sowie die Anwartschaften auf die Lehnsgüter Bevern und Meinbrexen, deren Heimfall an den Lehnsherrn zu erwarten war. Letzteres empörte einige aus der Ritterschaft, denn der letzte Herr von Bevern lebte noch und Münchhausen war eigens bis nach Pavia gereist, um dem alten Herzog Erich, einem früheren Kampfgefährten seines Vaters, auf dem Sterbebett die Unterschrift zu entlocken. Die Meinbrexener Anwartschaft hatte allerdings schon sein Vater angebahnt und Statius handelte hier für die Gesamthand aller Erben. Ebenso verwaltete er für die Brüder den gemeinschaftlichen Besitz der Herrschaft Leitzkau, ein aufgelassenes Prämonstratenser-Chorherrenstift nahe Magdeburg, das der Vater 1564 erworben hatte. Benachbart an der Elbe lagen die Güter Dornburg und Groß-Lübs, deren Erbtochter Anna von Lattorff er 1578 geheiratet hatte; seinen kinderlosen Schwager zahlte er 1591 aus. Mit Anna hatte er 12 Kinder, von denen drei bald starben. Die Familie nahm ihren Wohnsitz auf Schloss Grohnde, wo Statius das Amt des Drosten ausübte, sowie zeitweise in Leitzkau.

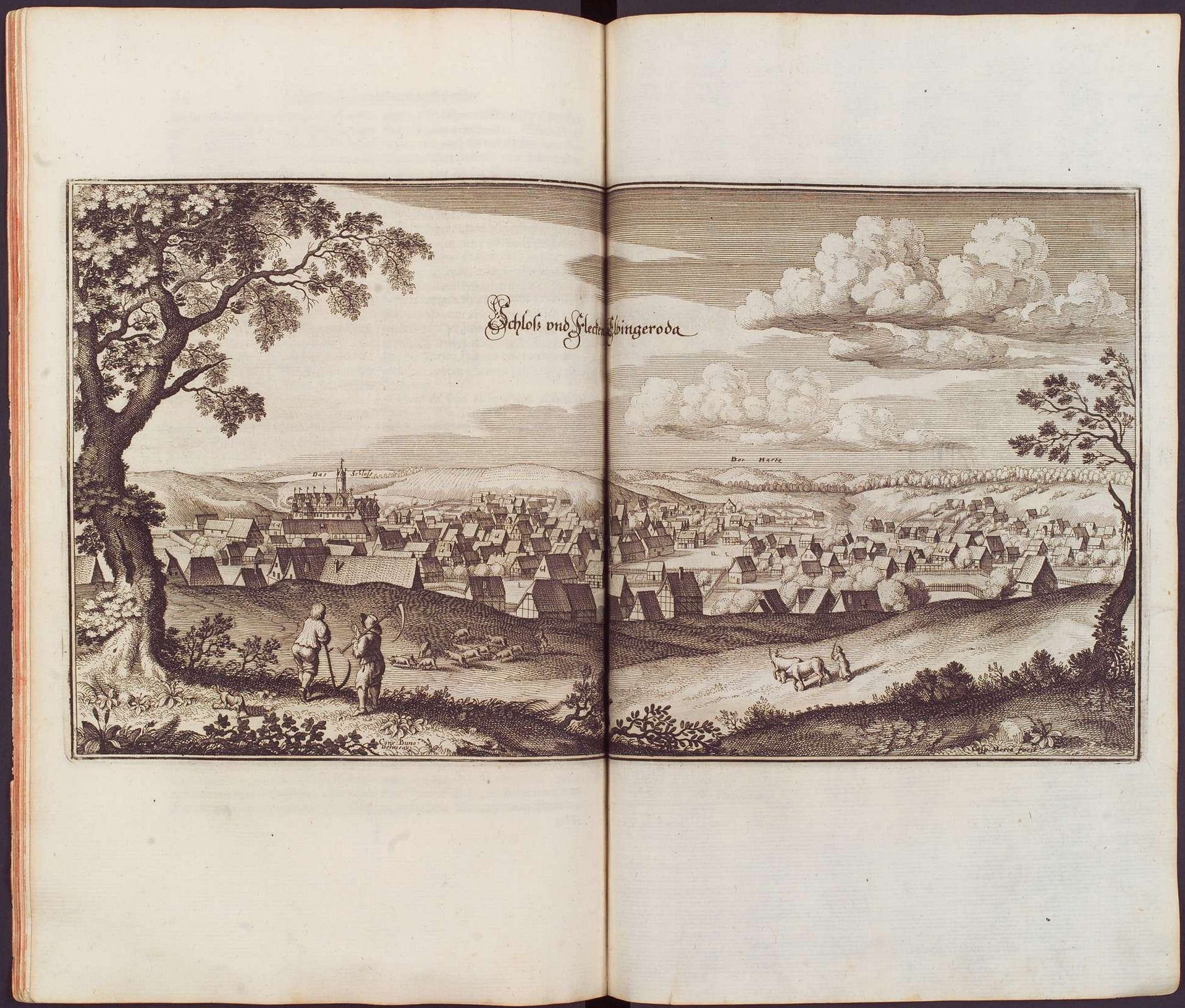
Elbingerode (Harz)

### Montanunternehmer
Als besonders lukrativ erwies sich das Amt Elbingerode, das die überschuldeten Grafen zu Stolberg aus Wernigerode an den Oberst Asche von Holle verpfändet hatten. Dieser baute zwar das Schloss aus, kam jedoch mit dem Eisensteinbergbau und der Eisenverhüttung, die dort betrieben wurden, nicht zurecht. Münchhausen leistete ihm 1584 eine Sicherheit von 91.000 Talern und übernahm die Bewirtschaftung; bald schon konnte er mit Holle und den Stolbergs Gewinne abrechnen; vorübergehend musste er dann aber die „Goldgrube“ dem Herzog Heinrich Julius von Braunschweig überlassen, der indes mehr an den Jagdrevieren im Harz interessiert war und das Amt nach sechs Jahren an Münchhausen zurückgab. Dieser legte den ersten Hochofen an, baute eine komplizierte Wasserkunst, gründete Eisenhütten und kaufte bestehende auf, warb auswärtige Bergleute an, die sich auf tieferen Stollenbau verstanden und kümmerte sich um den Absatz des Eisens über Faktoreien in Celle und Hamburg. Von den Grafen übernahm er den Kienberg bei Wernigerode, um den Holzbedarf der Hütten zu decken, und das Amt Ilsenburg erwarb er wegen der dortigen Blech- und Drahtfabriken. Außerdem musste er für Herzog Heinrich Julius, dessen enger Vertrauter er war, ständig politisch verhandeln und taktieren, da dieser immer bestrebt war, die Harzgrafschaften Blankenburg, Regenstein und Wernigerode seinem Herzogtum einzuverleiben, was indes nur mit den beiden ersteren gelang. Nebenbei fielen für Münchhausen Belehnungen mit Stapelburg, Veckenstedt und Schauen an.

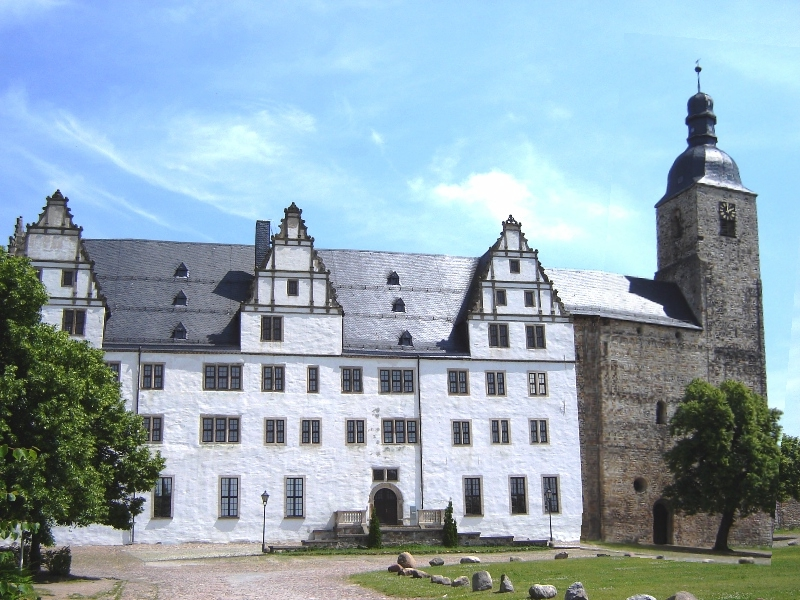
Schloss Neuhaus Leitzkau

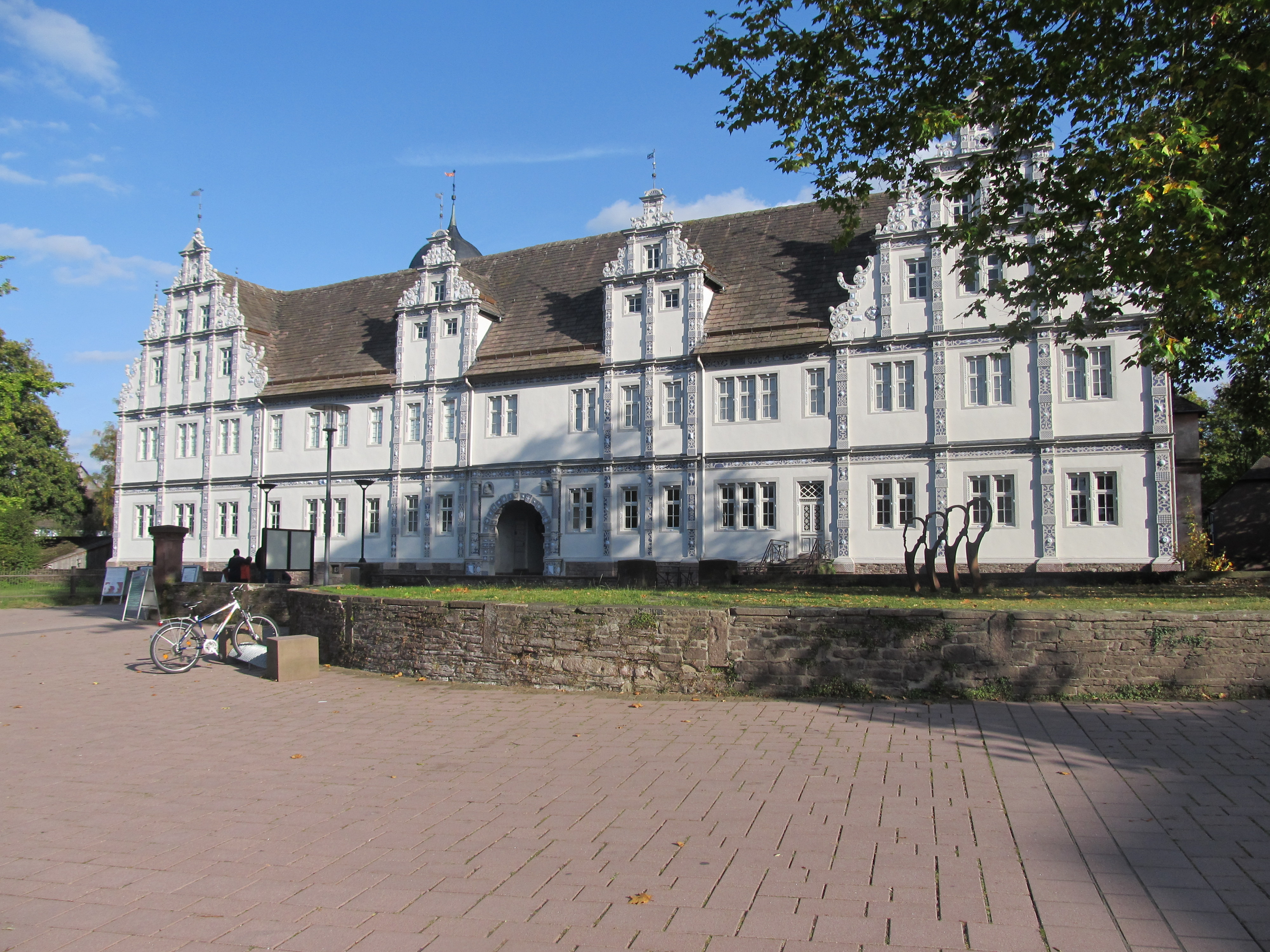
Schloss Bevern

### Bauherr
Diesen Besitz arrondierte Statius von Münchhausen 1593 durch die Übernahme der Herrschaft Leitzkau aus der Gesamthand mit seinen Brüdern. Er baute das ehemalige Kloster weitgehend um; sein Vater hatte bereits um 1566 den romanischen östlichen Klausurflügel als sogenanntes Althaus aufgestockt und Statius selbst um 1581–1585 einen Treppenturm und eine viergeschossige Loggia an dieses angefügt. Ab 1593 errichtete er auf den Grundmauern des westlichen Klausurflügels einen Neubau, das sogenannte Neuhaus, während der Nordflügel abgerissen, an seiner Stelle ein großer Speicher errichtet und die dahinter stehende spätgotische Propstei als Hobeck-Schlösschen aufgestockt wurden. Im Inneren des Neuhauses sind mehrere Prunkkamine mit den Wappen Münchhausen und Lattorff erhalten, ebenso eine Stuckdecke mit Portraitmedaillons von Statius und Anna sowie den Eltern und den Brüdern samt Ehefrauen.
Parallel hierzu erwarb er im Weserbergland 1590 Bevern. Dort ließ er – wie schon sein Vater es stets zu tun pflegte – als erstes zahlreiche neue Wirtschaftsgebäude, ab 1595 eine Kirche und erst zuletzt und nach Beendigung der Leitzkauer Bauten 1603–1607 einen neuen Wohnsitz errichten; Schloss Bevern, ein kompletter Neubau, geriet zu einem der prachtvollsten Bauwerke der Weserrenaissance, als Baumeister gilt Johann Hundertossen, der bereits ab 1596 das Lauenauer Schloss Schwedesdorf für den Vetter Otto von Münchhausen errichtet hatte. Zahlreiche Details sowohl in Leitzkau als auch in Bevern lassen vermuten, dass dieselben Handwerker aus der Werkstatt des Steinmetzen Johann von Mehle daran beteiligt waren, die auch 1586 das Alfelder Rathaus im Renaissancestil umbauten. Weitere, eher als Amtssitze anzusprechende Schlösser ließ Statius in Bodenwerder und Bolzum mit dem Rittergut Bolzum bauen, zudem insgesamt neun Kirchen in seinen Gutsdörfern. Seinen Vetter Jürgen Klencke beriet er beim Bau der Hämelschenburg. Nachdem er im Jahre 1600 Witwer geworden war, heiratete er zwei Jahre später Klenckes 22-jährige Nichte Dorothea von Bothmer, mit der er nochmals acht Kinder hatte.

### Kreditgeschäfte
Bereits das Bargelderbe seines Vaters war in Kreditbriefen angelegt gewesen, darunter über 100.000 Taler als Darlehen an den Grafen Otto VIII. von Hoya. Statius von Münchhausen nahm schon vor seiner Volljährigkeit den Vormündern die Verwaltung des Erbes ab und tätigte für sich und seine Brüder fortan zahlreiche Kreditgeschäfte. Wohlhabende Bürger sowie Gilden aus Braunschweig, Hildesheim, Lemgo und Magdeburg vertrauten ihm hohe Geldsummen an, die er mit 5–6 % verzinste und an die Landesfürsten von Braunschweig, Brandenburg, Magdeburg oder Anhalt weiterreichte. Er verdiente an Zinsdifferenzen ebenso wie an Einkünften aus verpfändeten Amtsgütern. Seine Brüder, Schwäger, Vettern und Freunde ließ er für sich bürgen.

### Konkurs
Mit Hilfe seiner hohen Einnahmen gelang es Statius von Münchhausen zunächst, seine Besitzungen weiter auszubauen. So erwarb er nach dem Tod seines Bruders Kurt 1604 die Belehnung mit Schloss Steyerberg, das bereits sein Vater im Pfandbesitz gehabt hatte. Ebenso verpfändeten ihm die Herren von Saldern ihr Schloss Salder, das Amt Vienenburg sowie 1614 das Gut Equord und die Herren von Steinberg das  Schloss Imbshausen. Als Mitgift für seine Tochter Engel erwarb er das Schloss Seggerde, das 1616 auf deren Ehemann Arndt Spiegel zu Peckelsheim überschrieben wurde.
Nach dem Tode des Herzogs Heinrich Julius 1613 erbte dessen Nachfolger Herzog Friedrich Ulrich Staatsschulden von 1,2 Millionen Talern, hiervon allein über 100.000 Taler in Schuldverschreibungen zugunsten Statius von Münchhausens. Diesem gelang es, die Landstände zur Schuldübernahme zu bewegen, wofür er eine Verlängerung der Pfandschaft Allersheim um 92 Jahre sowie das Hochgericht für Bevern empfing. Bereits 1601 hatte Münchhausen, zeitüblich, aber vielleicht auch, um dem von der Hexenverfolgung besessenen Herzog Heinrich Julius einen Gefallen zu tun, in Grohnde eine „Hexe“ verbrennen lassen! 1616 entließ jedoch der neue Herzog Friedrich Ulrich die bewährten Hofräte seines Vaters und stellte sechs junge Räte ein, die versprachen, ihm aus allen Geldnöten zu helfen. Sie begannen, die Silbermünzen mit Kupfer zu verlängern. Die systematische Münzverschlechterung der Kipper- und Wipperzeit, die allmählich im ganzen Reich um sich griff, führte zu beschleunigter Inflation. Statius’ Bruder, Hilmar der Jüngere von Münchhausen aus Schwöbber, schrieb 1617 – bereits auf dem Sterbebett – in seiner Funktion als Schatzrat noch eine warnende Denkschrift an den unfähigen Herzog. Dieser entließ zwar schließlich 1622 Anton von der Streithorst und die „ungetreuen Landdroste“, als das aufgebrachte Volk gewaltsam gegen die Kipper vorzugehen begann, doch für Statius von Münchhausen war es bereits zu spät: Er war Opfer einer Intrige geworden. Die jungen Räte hatten heimlich für 240.000 Taler Schuldscheine von ihm aufgekauft und verlangten sofortige Bezahlung, um an seine Pfandgüter zu kommen. Um dem Nachdruck zu verleihen, beschuldigte ihn Arndt von Wopersnow beim Herzog falscher Abrechnungen im Amt Steyerberg und rechnete diese gegen die herzoglichen Schuldverschreibungen auf. Ein weiterer Rat, Barthold von Rautenberg, ließ ihn zwangsweise aus Schloss Grohnde räumen. Ein dritter, Henning von Reden, ließ Bevern beschlagnahmen, das Münchhausen 1617 seiner Frau als Wittum überschrieben hatte. Die fürstliche Kammer übertrug es ihm später jedoch vorläufig zur weiteren Bewirtschaftung. 1618 musste er Leitzkau für 170.000 Taler an drei Söhne seines 1617 verstorbenen Bruders Hilmar des Jüngeren verkaufen. Diese zahlten auch auf die umfangreichen Bürgschaften ihres Vaters. 1619 erzwangen Münchhausens Gläubiger schließlich den Konkurs. Es gelang ihm zunächst, seinen Wohnsitz Schloss Bevern zu sichern, wo er am 27. März 1633 starb. 1628 ermittelte eine auf seinen Antrag eingesetzte kaiserliche Taxierungskommission insgesamt Schulden von rund 1 Million Talern, der aber auf der Habenseite 1,3 Millionen gegenübergestanden hatten. Damit war zwar seine Ehre wiederhergestellt, die Besitzungen jedoch waren verloren – und mittlerweile durch die Ereignisse des 1618 begonnenen Dreißigjährigen Krieges auch teilweise zerstört. Seine Witwe musste 1652 Bevern verlassen, das Schloss gelangte endgültig in den Besitz der Herzöge, die dort eine Nebenlinie begründeten. Seinem Sohn Hilmar Ernst blieb letztlich nur der mütterliche Besitz Dornburg und Groß-Lübs erhalten, den er 1613 mittels der Mitgift seiner Frau Magdalene von Wrisberg entschuldet hatte; ferner ersteigerte er Bolzum aus der Konkursmasse. Mit dessen Sohn Johann (1631–1674) ist die männliche Deszendenz Statius’ ausgestorben.
Heute befindet sich in Schloss Bevern das Kulturzentrum des Landkreises Holzminden. Das Leben des Statius von Münchhausen wird in einer Ausstellung der „Erlebniswelt Renaissance“ multimedial dargestellt. In der von ihm erbauten St. Johanniskirche zu Bevern liegt er begraben; eine lebensgroße Büste in buntem Stuck mit 32 Ahnenwappen an der Brüstung seiner Kirchenprieche erinnert an ihn.

## Bilder

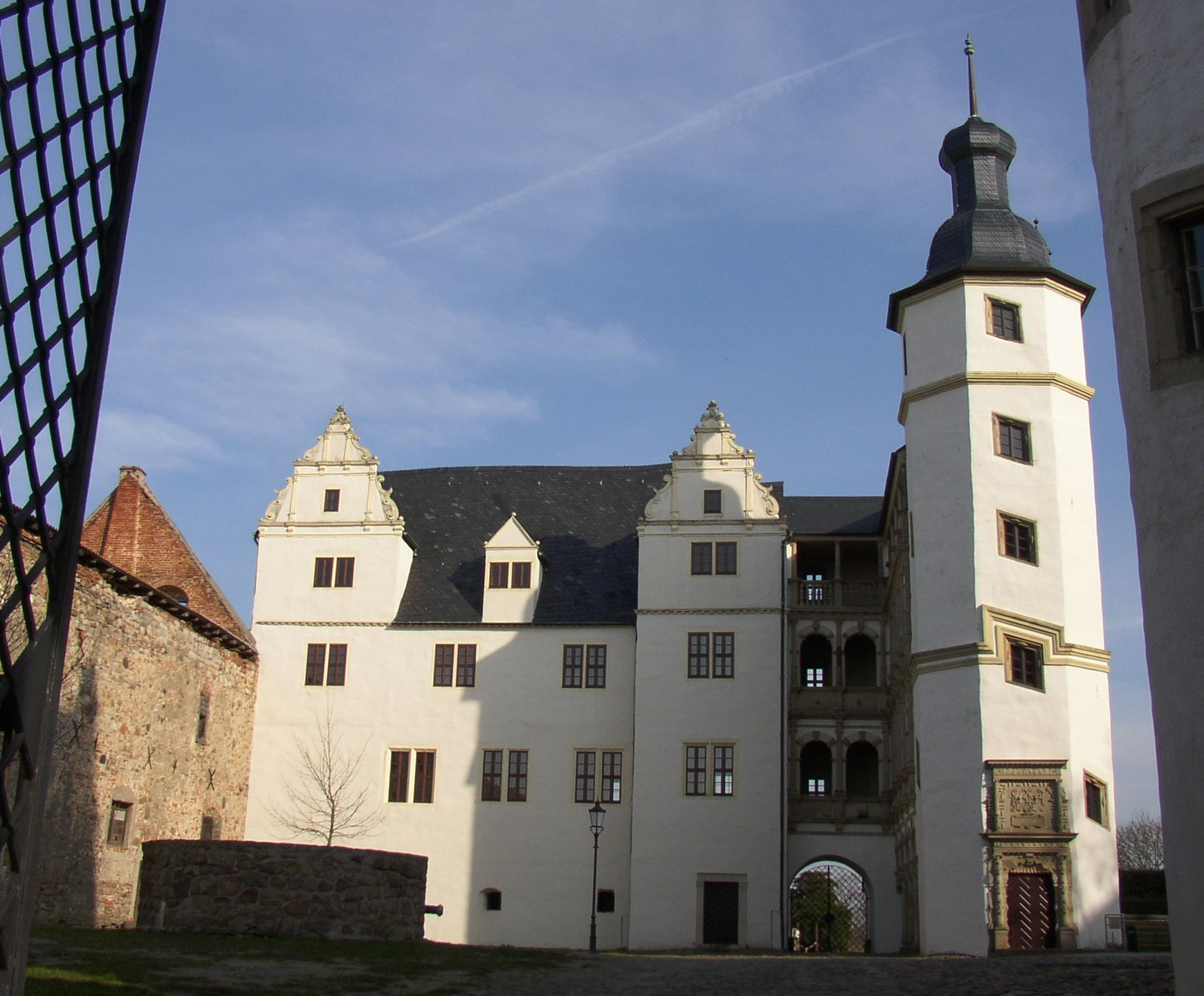
Erbaut: Das Schlösschen Hobeck in Leitzkau, daneben Loggia und Treppenturm des Althauses
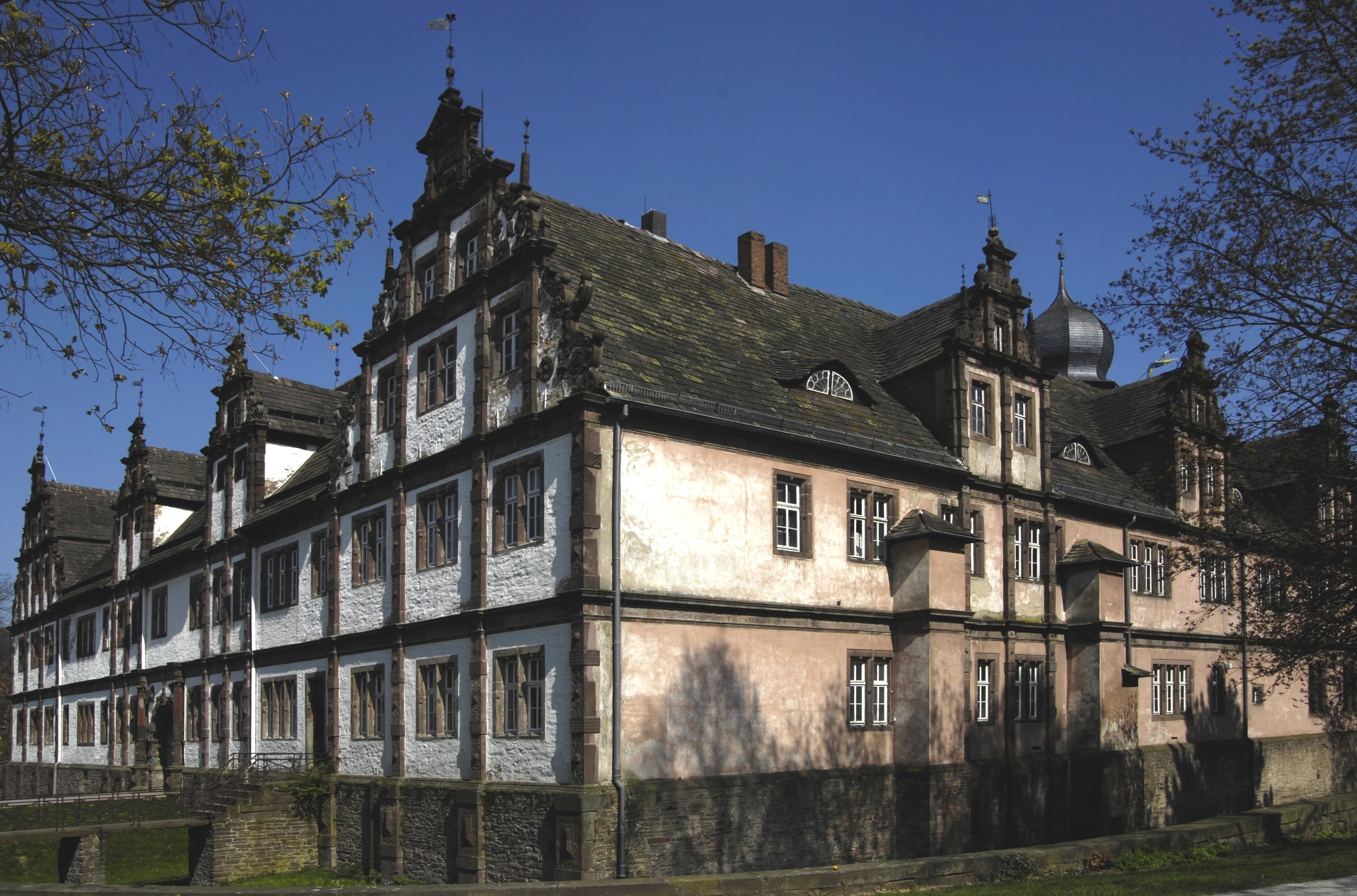
Erbaut: Schloss Bevern
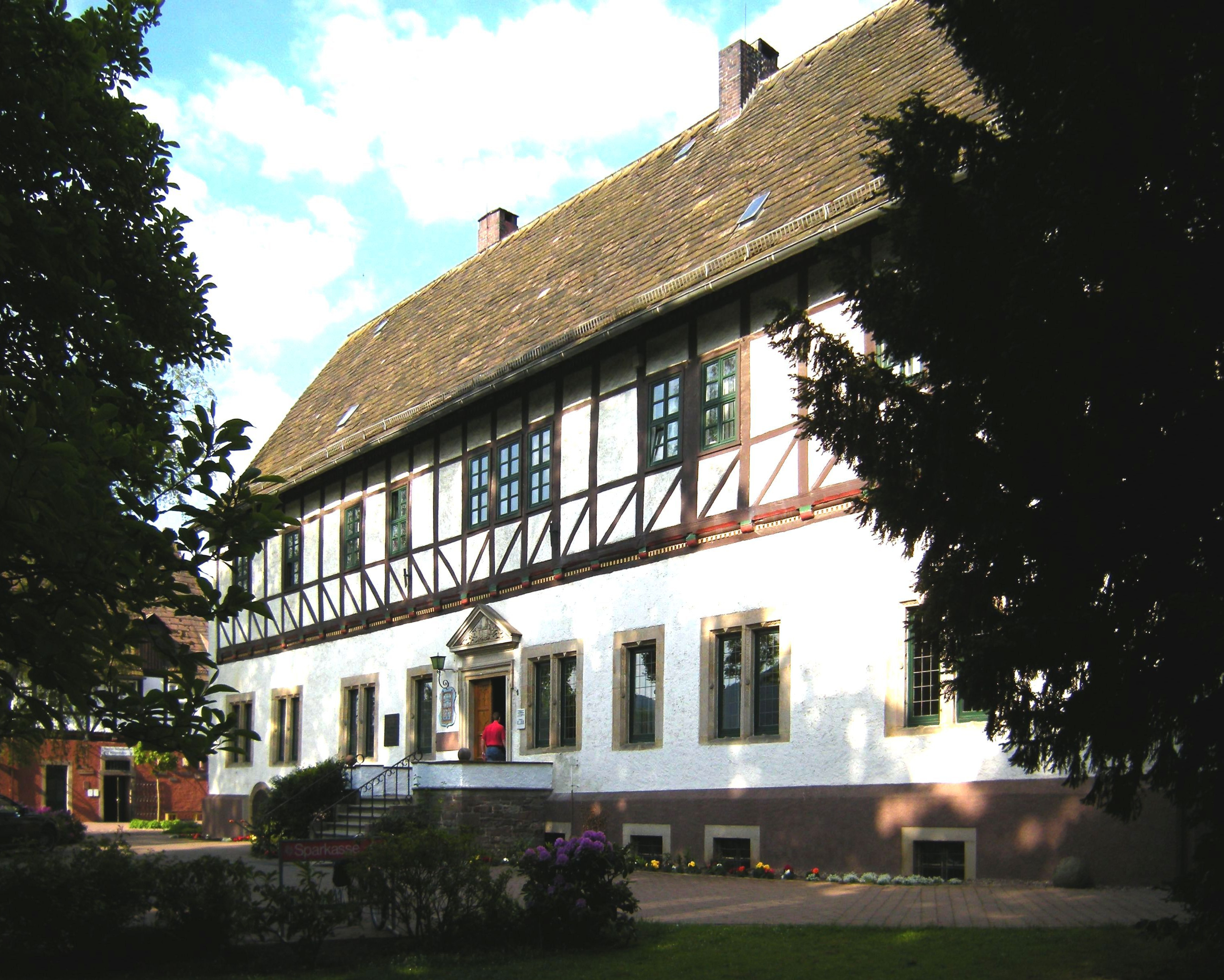
Erbaut: Gutshaus Bodenwerder
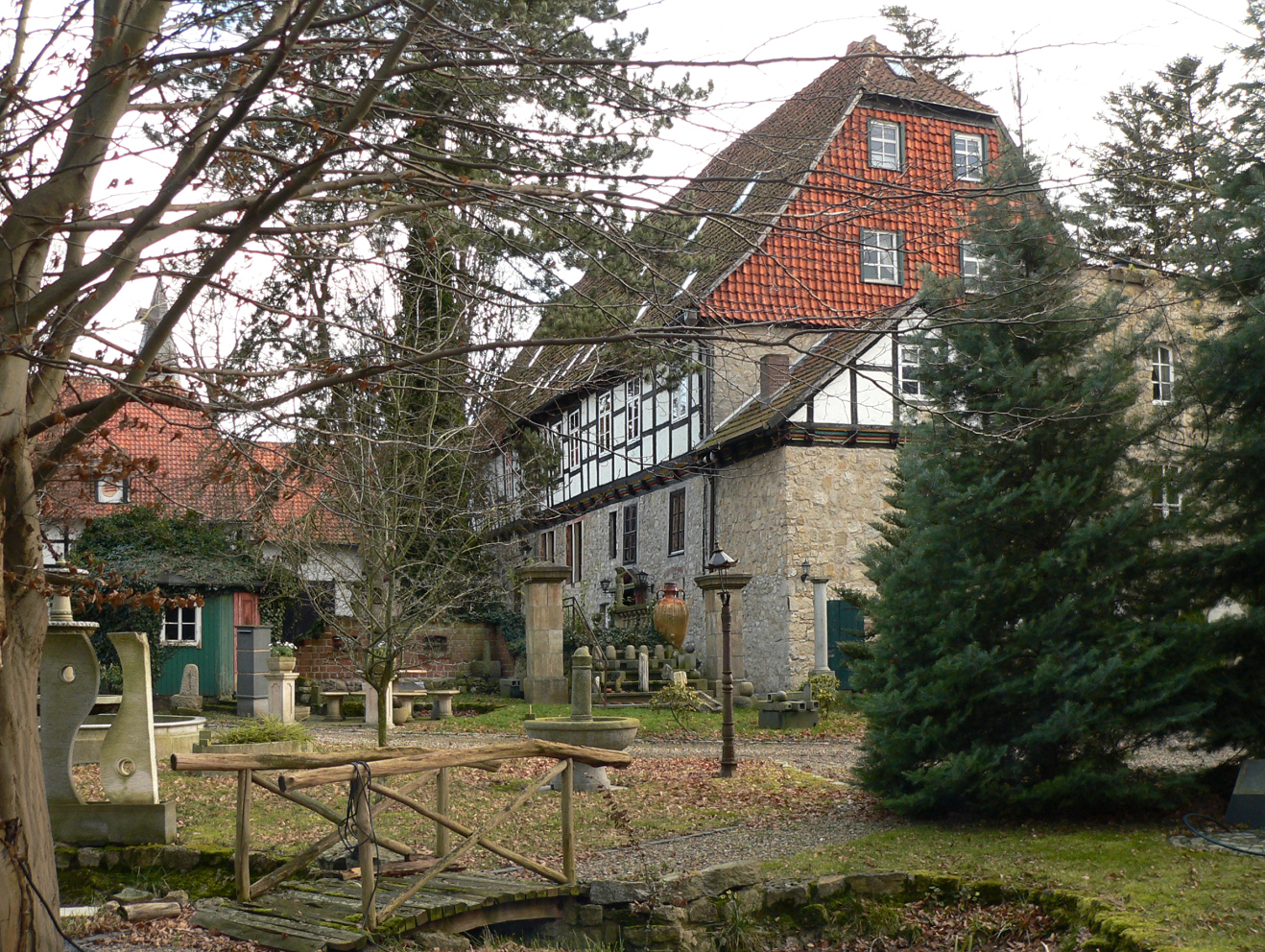
Erbaut: Herrenhaus des Ritterguts Bolzum
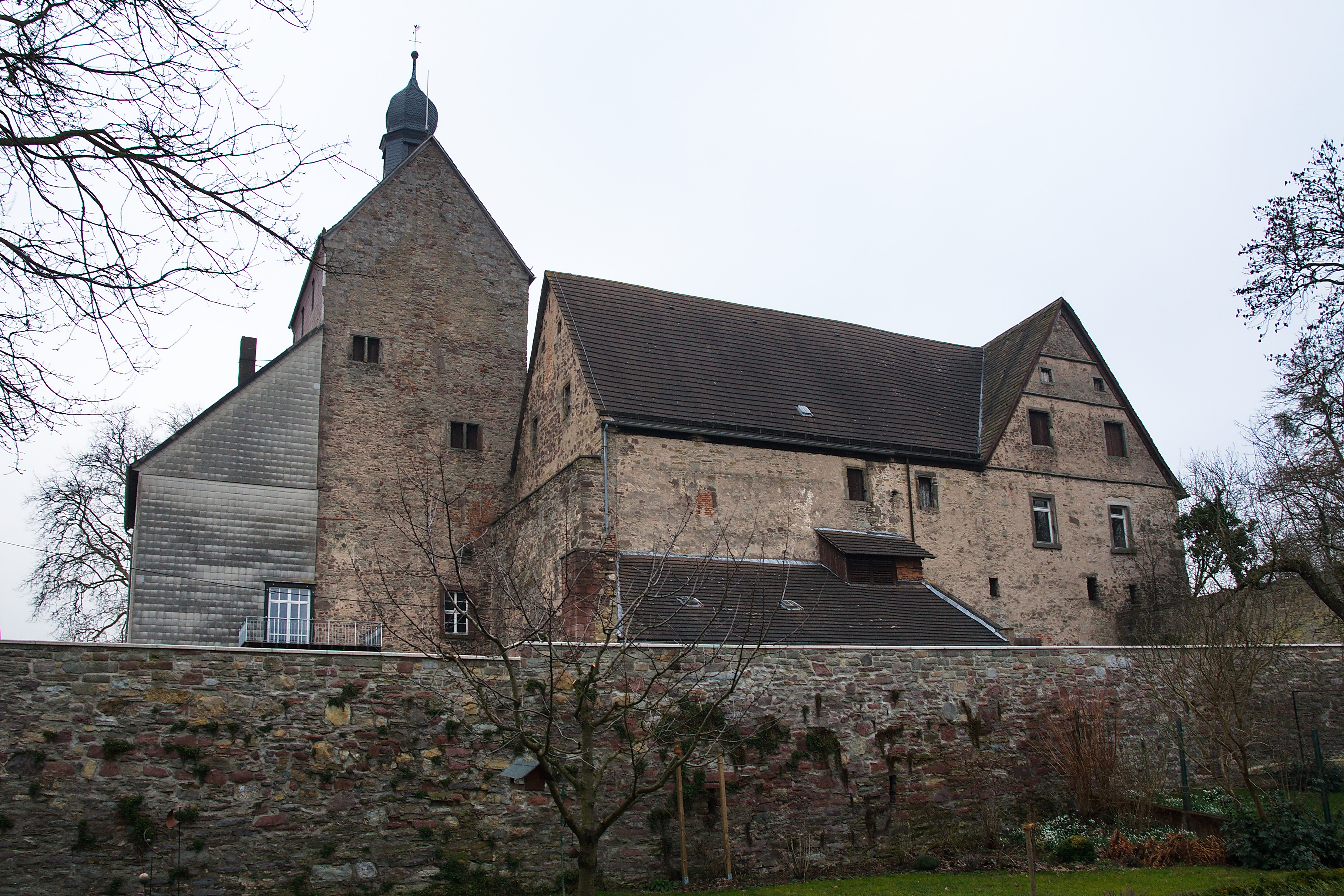
Erworben: Drostei Schloss Grohnde